# Lukina jama–Trojama
Lukina jama–Trojama je jamski sustav na Velebitu, u sklopu kojega je i najdublja jama u Hrvatskoj. Nalazi se na sjevernom Velebitu, u strogom rezervatu prirode Hajdučki i Rožanski kukovi, u Nacionalnom parku Sjeverni Velebit. Otkrili su ju slovački speleolozi 1991. godine. Istraživanja su nastavljena od 1993. – 1995. u organizaciji Komisije za speleologiju Hrvatskog planinarskog saveza. Najnovija istraživanja započela su 2010. godine i još traju. Nazvana je po Ozrenu Lukiću – Luki, speleologu koji je poginuo kao hrvatski vojnik u Domovinskom ratu na Velebitu. Lukina jama je 1431 m duboka (rezultati istraživanja 2013. godine), a u trenutku spuštanja na dno bila je 9. po dubini u svijetu. Danas je 14. jama po dubini na svijetu.

## Opis Lukine jame (morfologija)
Ulaz u Lukinu jamu pukotinskog je tlocrta, dimenzija 22,5 × 5 m. 
Jama je od ulaza do dvorane Whiskey, koja se nalazi na dubini od –320 m, gotovo vertikalna. Od –50 do –320 m dubine na stijenama se mjestimično nalaze debele naslage snijega i leda. U ulaznom dijelu jame, na –53 m i na –178 m, nalaze se dva bočna kanala. Gornji vodi u manju dvoranu s ledenim slapom visokim 27 m, a donji meandrira i spušta se koso po snijegu sve do malog jezera na –195 m dubine (mjesto do kojeg su se 1992. godine spustili Slovaci). Ispod Whiskey dvorane nalazi se vertikala od 228 m. Na dnu vertikale nastavlja se kosa polica duljine 27 m. Tu je na –558 m spoj s Trojamom. Zatim slijedi nekoliko kraćih vertikala do prečnice na dubini od –638 m. Od prečnice se 100 metarskom vertikalom spusti do male police, a zatim skokom od 4 m ulazi u meandar širine 3 do 5 m. Ovdje se nalazi Bivak I na dubini od –743 m. Između Bivaka I i II nalazi se vertikala koja u svom gornjem dijelu ima izgled pukotinskog meandra, a u donjem se dijelu širi i razbija s nekoliko manjih polica.
Bivak II je na dubini od –950 m, u dvorani dimenzija 85 × 70 m. Na sjeveroistočnom dijelu dvorane nalazi se uski prolaz koji povezuje dvoranu sa sljedećom vertikalom od 142 m kojom se dolazi do kose police na dubini od –1092 m. Ispod police na –1102 m dubine nalazi se uski ulaz u Vjetroviti kanal koji se u početku koso spušta meandrirajući 47 m. Nakon uskog zasiganog prolaza slijedi vertikala od 109,5 m, a zatim nekoliko kraćih skokova te kosina do dubine od –1311 m. Ovdje kanal završava pregađen kamenim blokovima prekrivenim glinom.
Glavni kanal se od kraja kose police na –1097 m spušta duž manjih vertikala do mjesta gdje se na njega spaja kratki uzvodni kanal duljine 30 m. Ponovo slijedi nekoliko manjih skokova, a zatim dolazi velika vertikala od 95 m. Neposredno prije samog dna nalaze se još dva mala skoka. 
Na dnu je dvorana dimenzija 20 × 5 m sa sifonskim jezerom koje se pruža u smjeru jugoistoka. Drugi, manji sifon nalazi se nasuprot prvom. Sifon I preronjenjen je u duljini od 57 m i nastavlja se novim sifonom nakon zračnog džepa. 
Na dnu jame postoje još i dva sporedna kanala. Jedan se nalazi neposredno iznad sifonskog jezera, na istočnom dijelu dvorane, a grana se u dva manja kanala ukupne duljine 32,5 m. Ovdje je prvi puta pronađena endemska pijavica. Drugi kanal nalazi se u sjeverozapadnom dijelu dvorane 8 m visoko iznad Sifona II. On se također dijeli u dva kanala od kojih je jedan ekstremno uzak (u njemu postoji perspektiva za daljnje napredovanje, ali je potrebno proširivanje, npr. Hilti mecima), a drugi je širi i lakše prohodan. Ukupna duljina im je 120 m.
Do sada dosegnuto dno Lukine jame nalazi se svega 54 m iznad morske razine (podatak iz 2010.), a more je udaljeno oko 10,5 km. Daljnji tok podzemnih voda vjerojatno je usmjeren prema vruljama i obalnim izvorima na području od Žrnovice do Jablanca.

## Opis jame Trojame
Ulaz u Trojamu je pukotina duljine 26 m i širine oko 2 m. Ulazna vertikala dubine 140 m ima nekoliko bočnih otvora koji najvjerojatnije vode u paralelne podzemne vertikale koje još nisu istraživane. 
Interesantni su otvori na jugoistočnoj strani vertikale jer bi mogli biti spojeni s jamom označenom brojem 15, što bi povećalo dubinu ovog jamskog sustava za 3 m.
Dalje se na vertikalu od 140 m nastavlja ledeni dio jame širine od 0,7 do 6 m. Na mjestu gdje prestaje led uski je prolaz u meandar nazvan Grmač. Postoji mogućnost da se u slučaju pada ledenih gromada ovaj prolaz potpuno zatvori. Sam meandar prolazan je u srednjem dijelu, dok je u donjem i gornjem dijelu vrlo uzak. Iza meandra dolazi vertikala Plana stovka (Loša stotka) duboka 80 m, koja završava nad plitkim jezerom. Zatim slijedi niz manjih vertikala do Baldachyna i dalje sve do Monzunove šachte (Monsunske vertikale). Na cijelom dijelu jame od Grmača do Monzunove šachte ne vidi se strop kanala. 
Monzunova šachta, duboka 160 m, spaja se s Lukinom jamom na dubini od –558 m, odnosno na –595 m ako se mjeri od ulaza u Trojamu. Ovdje se javlja vodeni tok koji u nižim dijelovima, jače ili slabije, protječe kroz cijelu jamu. Ukupna dubina jamskog sustava, računajući od višeg ulaza, iznosi –1421 m.

## Vanjske poveznice
- Hrvatski speleološki poslužitelj – Lukina jama  Arhivirana inačica izvorne stranice od 15. siječnja 2012. (Wayback Machine)